# Zelioni Sad
Zelioni Sad (en rus: Зелёный Сад) és un poble (un possiólok) de l'óblast d'Astracan, a Rússia, segons el cens del 2010 tenia 4 habitants.